# Mighty Mouth
Mighty Mouth（マイティマウス）は韓国のヒップホップグループである。2008年にデビューした。

## メンバー
- サンチュ
- Shorry J

## ディスコグラフィ
- Energy（2008年）
- Family (Special Edition)（2008年）
- Love Class（2009年）
- Mighty Fresh（2011年）